# 지지집합
수학에서, 함수의 지지집합(支持集合, 영어: support 서포트[*]) 또는 받침은 그 함수가 0이 아닌 점들의 집합의 폐포이다.

## 정의
{\displaystyle X}가 위상 공간이고, {\displaystyle f\colon X\to \mathbb {R} }이 함수라고 하자. 그렇다면 {\displaystyle f}의 지지집합 {\displaystyle \operatorname {supp} f}는 다음과 같다.
{\displaystyle \operatorname {supp} f=\operatorname {cl} \{x\in X\colon f(x)\neq 0\}}
여기서 {\displaystyle \operatorname {cl} }은 폐포 연산자다.
지지집합이 콤팩트 집합인 함수를 콤팩트 지지 함수(영어: compactly supported function 또는 영어: function with compact support)라고 한다. 정의역이 거리 공간의 구조를 가졌을 때, 지지집합이 유계 집합인 함수를 유계 지지 함수(영어: function with bounded support)라고 한다.